# Don Muraco
Donald Muraco (Sunset Beach, 10 september 1949) is een Amerikaans voormalig professioneel worstelaar die bekend is van zijn tijd bij World Wrestling Federation, van 1981 tot 1988.

## In het worstelen
- Finishers
  - Kneeling belly to belly piledriver
  - Shoulderbreaker

- Signature moves
  - Asiatic Spike (Thumb choke hold)
  - DDT
  - Diving headbutt to the abdomen
  - Diving splash
  - Gorilla press slam
  - Knee lift
  - Piledriver
  - Samoan drop
  - Scoop powerslam

- Managers
  - Sir Oliver Humperdink
  - The Grand Wizard
  - Lou Albano
  - Mr. Fuji
  - "Superstar" Billy Graham

## Prestaties
- Championship Wrestling from Florida
  - NWA Florida Heavyweight Championship (1 keer)
  - NWA Florida Television Championship (1 keer)
  - NWA United States Tag Team Championship (1 keer met Jos LeDuc)

- Eastern Championship Wrestling
  - ECW Heavyweight Championship (2 keer)

- Georgia Championship Wrestling
  - NWA Macon Tag Team Championship (1 keer met Robert Fuller)

- NWA Hollywood Wrestling
  - NWA Americas Heavyweight Championship (1 keer)

- NWA Mid-Pacific Promotions
  - NWA Pacific International Championship (1 keer)

- NWA New Zealand
  - NWA British Empire/Commonwealth Heavyweight Championship (1 keer)

- NWA San Francisco
  - NWA United States Heavyweight Championship (1 keer)
  - NWA World Tag Team Championship (1 keer met Invader #1)

- Stampede Wrestling
  - Stampede North American Heavyweight Championship (1 keer)

- World Wrestling Federation / World Wrestling Entertainment
  - WWF Intercontinental Championship (2 keer)
  - WWF King of the Ring (1985)
  - WWE Hall of Fame (Class of 2004)

- Wrestling Observer Newsletter awards
  - Best Heel (1981)